# Million Miles Away (canción de The Offspring)
«Million Miles Away» es el tercer sencillo y la quinta pista del álbum Conspiracy Of One, de la banda californiana The Offspring.
El sencillo tuvo tan sólo una modesta recepción en el Reino Unido y no fue incluido en el Greatest Hists de la banda. Muchos fanes del grupo la consideran, a pesar de ello, la mejor canción del álbum, por encima de Original Prankster o Want You Bad, sus dos primeros sencillos, por ello de que tiene un ritmo y un sonido más fuertes y más propios de la banda.
El video musical consiste en un toque en vivo de la banda en el estadio Wembley Arena en Inglaterra.
El tema principal Million Miles Away hace referencia a la tendencia que existe en repetir el patrón de errores de los predecesores directos, es decir, los padres, y como no se aprende de los mismos para no cometerlos, conllevando a una sociedad que no evoluciona.

## Listado de canciones

### Versión 1
1. «Million Miles Away» - 3:40
2. «Sin City» - 4:33 (AC/DC Cover)
3. «Staring at the Sun» (Live) - 2:26
4. «Million Miles Away» (CD Extra Video)

### Versión 2
1. «Million Miles Away»
2. «Dammit, I Changed Again» (Live)
3. «Sin City»
4. «Want You Bad» (Blag Dahlia Mix)
5. «Million Miles Away» (Apollo 440 Remix)

- Datos: Q2525997